# Xaxa
Xaxa es una localidad caboverdiana del municipio de São Miguel.

## Geografía
La localidad está situada en la isla Santiago.

## Organización territorial
La localidad abarca los lugares y barrios de:
- Cutelo Xaxa
- Lebanceira
- Moro Grosso
- Serrapó
- Xaxa Acima
- Xaxa Baixo